# Danaeopsis paleacea
Danaeopsis paleacea là một loài dương xỉ trong họ Dryopteridaceae. Loài này được Raddi C. Presl mô tả khoa học đầu tiên.